# Sulfate de manganèse(II) monohydraté
 (août 2017).
Si vous disposez d'ouvrages ou d'articles de référence ou si vous connaissez des sites web de qualité traitant du thème abordé ici, merci de compléter l'article en donnant les références utiles à sa vérifiabilité et en les liant à la section « Notes et références ».
Le sulfate de manganèse (II) hydraté est le corps chimique ou composé ionique électriquement neutre du cation manganèse dit manganeux Mn2+ et de l'anion sulfate SO42− de formule MnSO4. H2O. Il s'agit d'un solide cristallin monoclinique rose, de la famille des sulfates de manganèse.

## Présentation
Le monohydrate de sulfate de manganèse est un corps rose de masse volumique avoisinant 2,87 g·cm-3, soluble dans l'eau. La solubilité est de l'ordre de 98,47 g pour 100 g d'eau pure à 48 °C et de 79,17 g à ébullition de l'eau à 100 °C. 

### Famille des sulfates de manganèse hydratés
Comme beaucoup de sulfates d'ions métalliques, la famille des hydrates de sulfates de manganèse (au degré d'oxydation II) existe sous plusieurs corps chimiques, principalement le monohydrate, le dihydrate, le trihydrate, le tétrahydrate, le pentahydrate, l'hexahydrate et l'heptahydrate. Ces composés ioniques se caractérisent par la formule chimique MnSO4. x H2O, avec principalement x = 1, 2, 3, 4, 5, 6, 7. 
Les sulfates de manganèse hydratés se présentent en pratique sous l'aspect de sels poudreux, rose pâle à rouge, assez utilisés :  Le sulfate monohydraté est le corps le plus commun après un séchage rigoureux. Le sulfate de manganèse tétrahydraté est la matière commerciale la plus commune.

### Cristallochimie et correspondants en minéralogie
La forme monohydratée, assez commune, correspond au minéral naturel monoclinique nommé szmikite.
Le sulfate de manganèse tétrahydraté, à l'instar de l'heptahydrate,  peut être rhomboèdrique ou monoclinique. Le pentahydrate est triclinique.
Les autres minéraux naturels connus sont l'ilésite manganifère MnSO4. 4 H2O, la jôkokuite MnSO4. 5 H2O, la chvaleticéite MnSO4. 6 H2O, la mallardite MnSO4. 7 H2O.

### Propriétés physico-chimique
Le sulfate de manganèse et les sels hydratés de sa famille générique se dissolvent pour donner des solutions légèrement roses contenant alors le complexe métallique aqueux [Mn(H2O)6]2+. La couleur rose pâle des sels de Mn(II) est très caractéristique.

## Production et utilisation
Sa production sont approximativement similaires au sulfate de manganèse, obtenu ou employé en milieu aqueux.
On le trouve facilement dans les catalogues de produits chimiques ou biochimiques, ou encore sous forme de granulés dans les productions agro-industrielles.